# هنری بی. والتهال
هنری بی. والتهال (انگلیسی: Henry B. Walthall؛ ۱۶ مارس ۱۸۷۸ – ۱۷ ژوئن ۱۹۳۶) هنرپیشه اهل ایالات متحده آمریکا بود. وی بین سال‌های ۱۹۰۶ تا ۱۹۳۶ میلادی فعالیت می‌کرد.
از فیلم‌هایی که وی در آن نقش داشته است، می‌توان به بال‌ها، داستان دو شهر، محتکر گندم، پزشکان، دو برادر و داغ ننگ اشاره کرد.